# Władysław Midowicz
Władysław Midowicz (ur. 28 maja 1907 w Mikuliczynie, zm. 11 lutego 1993 w Wieliczce) – polski geograf i meteorolog, działacz turystyczny i krajoznawczy, z zamiłowania turysta górski.

## Życiorys
Urodził się na południowo-wschodnich kresach Rzeczypospolitej, w Mikuliczynie nad Prutem u stóp Gorganów. Wraz z rodzicami, pracującymi na kolei, wielokrotnie zmieniał miejsce zamieszkania. Uczył się w Hodyńkowcach, Stanisławowie, Wadowicach i ponownie w Stanisławowie. W okresie wojny polsko-ukraińskiej w latach 1918–1919 Władysław Midowicz znalazł się we Lwowie, gdzie brał udział w obronie miasta.
W 1925 roku ukończył Gimnazjum Realne im. A. Asnyka w Białej (obecnie część Bielska-Białej) i rozpoczął studia na Wydziale Prawa Uniwersytetu Jagiellońskiego. Po roku przeniósł się do Państwowej Akademii Handlowej we Lwowie. Po jej ukończeniu powrócił na Uniwersytet Jagielloński, ale na Wydział Geograficzny. W roku 1936 otrzymał stopień magistra w zakresie geografii ze specjalizacją w meteorologii i klimatologii.
Równolegle ze studiami i pracą naukową działał w Polskim Towarzystwie Tatrzańskim. M.in. w latach 1925–1926 wyznakował wszystkie polskie szlaki turystyczne w rejonie Babiej Góry, w tym jeden z nielicznych w Beskidach odcinek o charakterze wysokogórskim – tzw. Perć Akademików na Diablak. W rejonie Babiej Góry znany był z tzw. „wojny na pędzle”, w ramach której walczył ze znakami niemieckiej organizacji turystycznej Beskidenverein.
W 1927 r. został członkiem Oddziału Krakowskiego PTT i jeszcze w tym samym roku objął funkcję bibliotekarza Biblioteki Górskiej Towarzystwa w Krakowie, którą pełnił do roku 1930. W 1928 r. reaktywował Koło Akademickie przy Oddziale Krakowskim PTT, które w roku 1930 przekształcił w pierwszy Akademicki Oddział PTT, z Midowiczem jako prezesem. Publikował nowele, opowiadania oraz artykuły naukowe i krajoznawcze. Między innymi w 1928 r. na łamach „Ochrony Przyrody” przedstawił projekt utworzenia parku narodowego na Babiej Górze. W 1930 r. opublikował wydaną przez Oddział Babiogórski PTT monografię turystyczną Babiej Góry.
26 października 1931 roku Władysław Midowicz ożenił się z Antoniną Ćwiek. 11 maja 1933 roku urodził się mu syn Jacek.
W latach 1932–1937 był gospodarzem schroniska na Markowych Szczawinach. W latach 1937–1939 pełnił funkcję kierownika jednego z dwóch najnowocześniejszych w Europie obserwatoriów astronomicznych – Obserwatorium Astronomiczno-Meteorologicznego im. Marszałka Józefa Piłsudskiego na Popie Iwanie w Czarnohorze. 18 września 1939 roku w obliczu agresji sowieckiej z polecenia polskich władz opuścił placówkę i udał się na Węgry.
W latach wojny służył jako meteorolog w polskich i brytyjskich bazach lotniczych. W 1944 r. otrzymał stopień kapitana. Od 1948 r. pracował w Singapurze, w brytyjskiej służbie meteorologicznej Dalekiego Wschodu. W 1958 r. zamieszkał wraz z rodziną w Adelaide w południowej Australii, gdzie pracował jako nauczyciel geografii w Unley High School. Wolny czas spędzał wędrując po australijskim interiorze i Górach Flindersa, gdzie uczestniczył w znakowaniu pierwszych szlaków turystycznych. W tych latach dokonał też jako pierwszy Polak wejścia na Kinabalu (4095 m n.p.m.), najwyższy szczyt Borneo.
18 stycznia 1967 roku wrócił wraz z żoną do Polski. Po powrocie do kraju włączył się czynnie już w 1967 roku do pracy społecznej w Polskim Towarzystwie Turystyczno-Krajoznawczym. W latach 1967–1973 pełnił funkcję społecznego opiekuna sieci znakowanych szlaków Tatr Polskich i w rejonie Babiej Góry. Był członkiem Podkomisji Historii Turystyki Górskiej i Muzealnictwa Komisji Turystyki Górskiej Zarządu Głównego PTTK. Radą i finansowo pomagał w organizacji Muzeum Turystyki Górskiej PTTK w Markowych Szczawinach. Publikował przewodniki turystyczne, a także liczne artykuły naukowe i krajoznawcze, materiały przewodnickie, nowele i opowiadania wspomnieniowe o tematyce górskiej (m.in. w „Wierchach” i wewnętrznych biuletynach Studenckich Kół Przewodnickich). Prowadził działalność szkoleniową w środowiskach przewodników górskich.
Odznaczony Złotą Honorową Odznaką PTTK. Członek Honorowy PTTK od 1985 roku
Pod koniec życia zamieszkał w Wieliczce. Tutaj zmarł 11 lutego 1993 roku i został pochowany na miejscowym cmentarzu.